# Falcone
För andra betydelser, se Falcone (olika betydelser).
Falcone är en ort och kommun i storstadsregionen Messina, innan 2015 i provinsen Messina, i regionen Sicilien i sydvästra Italien. Kommunen hade 2 773 invånare (2017).